# Operation Market Garden (jeu vidéo)
Operation Market Garden est un jeu vidéo de type wargame créé par Chuck Kroegel et David Landrey et publié par Strategic Simulations en 1985 sur Apple II, Atari 8-bit, Commodore 64 et IBM PC. Le jeu se déroule pendant la Seconde Guerre mondiale et simule l'opération Market Garden. L'objectif du joueur est de capturer les ponts d'Eindhoven, de Nimègue et d'Arnhem en moins de onze jours et sans qu'ils soient détruits. Le jeu se déroule au tour par tour sur une carte divisée en cases hexagonales sur laquelle les joueurs contrôlent des bataillons. Chaque tour correspond à une journée de combat et est divisée en quatre phases : d’abord les déplacements et les attaques des Alliés, puis ceux des Allemands, puis à nouveau ceux des Alliés puis des Allemands. Chaque action coûte des points d’opérations, qui peuvent être entièrement dépensés lors de la première phase d’attaque de la journée. Lors de chaque phase, les mouvements sont exécutés immédiatement mais les combats sont différés jusqu’à ce que tous les mouvements aient été définis.
À sa sortie, Operation Market Garden fait l’objet de critiques très positives dans la presse spécialisée. Le magazine Computer Gaming World le décrit ainsi comme bon jeu, dont une partie ne dure pas trop longtemps et qui reste intéressant à long terme grâce à ses nombreuses options. De la même manière, le magazine Family Computing juge que son réalisme et ses nombreuses options inédites en font un jeu superbe et un wargame de premier ordre. Enfin, le magazine Jeux et Stratégie le décrit comme un excellent jeu tactique et comme le meilleur wargame sur la Seconde Guerre mondiale jusque-là publié par Strategic Simulations.

## Trame
Operation Market Garden se déroule sur le front de l’Ouest de la Seconde Guerre mondiale et retrace l'opération Market Garden lors de laquelle les Alliés tentent de prendre le contrôle de la région industrielle de la Ruhr, défendues par les Allemands, en 1944. L’opération implique d’abord de s’emparer des ponts enjambant les nombreux cours d’eau des Pays-Bas avec des unités de parachutistes, puis d’envoyer des unités de blindés pour sécuriser la zone avant de tenter de pénétrer en Allemagne par le nord.

## Système de jeu
Operation Market Garden est un wargame qui simule, au niveau tactique et opérationnel, l'opération Market Garden de la Seconde Guerre mondiale qui oppose les forces Alliés à celles de l’Allemagne. Une partie peut opposer deux joueurs ou un joueur et l’ordinateur, qui contrôle alors les allemands. L'objectif du joueur est alors de capturer les ponts d'Eindhoven, de Nimègue et d'Arnhem en moins de onze jours et sans qu'ils ne soient détruits. Outre ses quatre niveaux de difficultés, le jeu propose une option de jeu avec des règles avancées, qui permettent notamment aux joueurs de définir les lignes d’approvisionnement de ses troupes et qui les empêchent de connaitre la puissance des unités ennemies. Il est aussi possible de jouer avec un brouillard de guerre, qui empêche le joueur de voir les unités ennemies n’étant pas adjacentes aux unités alliées. Le joueur peut également choisir de commencer la partie avec ses unités  à leurs positions historiques, ou décider de définir lui-même leurs placements et les zones de parachutages. De la même manière, la météo peut être choisie de manière à correspondre à la réalité historique ou de manière totalement aléatoire. 
Le jeu se déroule sur une carte représentant les Pays-Bas, entre la frontière nord de la Belgique et la ville d'Arnhem sur le Rhin. La carte est divisée en 31x32 cases hexagonales, chacune représentant une distance d’environ 2 miles. À chaque case est associé un type de terrain : normal, forêt, difficile et ville. Sur la carte sont également représentés les cours d’eau, les principales rivières se distinguant des ruisseaux et des canaux, ainsi que le réseau routier du pays. Ces cours d’eau sont traversés par de nombreux ponts, la plupart pouvant être détruit par les Allemands, et réparés par les ingénieurs alliés. Le jeu se déroule au tour par tour et une partie se déroule en dix tours. Chaque tour correspondant à une journée et débute par une séquence où le joueur peut consulter la météo, définir ses frappes aériennes, vérifier l’approvisionnement des troupes et placer des renforts sur les cases prévues à cet effet. La journée est ensuite divisée en quatre phases : d’abord les déplacements et les attaques des Alliés, puis ceux des Allemands, puis à nouveau ceux des Alliés puis des Allemands. Chaque action coûte des points d’opérations, qui peuvent être entièrement dépensés lors de la première phase d’attaque de la journée. Lors de chaque phase, les mouvements et les changements de modes (de normal à déplacement et inversement) sont exécutés immédiatement. Les combats sont en revanche différés jusqu’à ce que tous les mouvements aient été définis. 

## Publication
Développé par Chuck Kroegel et David Landrey, Operation Market Garden est publié par Strategic Simulations en avril 1985 sur Apple II, Atari 8-bit et Commodore 64,, avant d’être porté sur IBM PC plus tard dans l’année,.

## Accueil
| Operation Market Garden |      |       |
| Média                   | Nat. | Notes |
| Jeux et Stratégie       | FR   | 3/5   |
| Tilt                    | FR   | 5/6   |

Après sa sortie en 1985, Operation Market Garden fait l’objet d’une critique très positive du journaliste Bob Proctor dans Computer Gaming World. Celui-ci estime en effet qu’il s’agit d’un bon jeu dont une partie ne dure pas trop longtemps et qui reste intéressant à long terme grâce à ses nombreuses options, qui permettent notamment de régler le niveau de difficulté et jouer avec des règles différentes. Il recommande donc le jeu à tous les fans de wargame sur la Seconde Guerre mondiale. James Delson, du magazine Family Computing, est tout aussi enthousiaste et le décrit comme un jeu superbe bénéficiant de nombreuses options généralement absentes des autres jeux du même genre, comme celles permettant de choisir les zones de parachutage, de planifier les tirs d’artillerie ou de détruire ou reconstruire les point. Il salue également la qualité des recherches effectués par les développeurs pour garantir le réalisme du jeu avant de conclure qu’il s’agit d’un wargame de premier ordre, qu’il recommande pour les joueurs de niveau intermédiaire ou confirmé. En France, Operation Market Garden fait également l’objet d'un critiques très positives dans le magazine Jeux et Stratégie où il est décrit comme un excellent jeu tactique, qui est sans doute le meilleur des wargames sur la Seconde Guerre mondiale jusque-là publié par Strategic Simulations. L'auteur du test note en revanche que, compte tenu de sa grande complexité, il est réservé aux wargamers confirmés. 